# الی، ماهاراشترا
الی، ماهاراشترا (به انگلیسی: Ale, Maharashtra) یک منطقهٔ مسکونی در هند است که در مهاراشترا واقع شده‌است.